# Amauris comorana
Amauris comorana is een vlinder uit de familie Nymphalidae, onderfamilie Danainae.
De wetenschappelijke naam van de soort is voor het eerst geldig gepubliceerd in 1897 door Charles Oberthür.
De soort komt alleen voor op de Comoren.